# Outblast
Outblast, pseudoniem van Marc Out, is een voormalig hardcore-DJ en producer.

## Carrière
Outblast, aangesloten bij Masters of Hardcore, was in 2005 de eerste hardcoreartiest in de geschiedenis die een solo-evenement presenteerde; na een tweede editie in 2006 volgden anderen zijn voorbeeld. Zijn muziekcarrière omvat optredens op evenementen als Masters of Hardcore, Mayday, Sensation Black, Defqon.1, Qlimax en Thunderdome. In 2010 reisde hij de hele wereld over.
Outblast draaide op 25/26 maart 2017 zijn laatste set op Masters of Hardcore. Hij kondigde daarbij aan te stoppen met het produceren van nieuwe muziek. Out zei daarbij niet volledig uit de hardcorescene te stappen, maar zal achter de schermen actief blijven als Creative Director bij Art of Dance.
Out bracht op 12 juli 2017 zijn laatste werk uit, "Die Hard". Hiermee sloot hij zijn carrière als hardcoreproducer definitief af. Het nummer dat hij samen met Angerfist en MC Tha Watcher maakte kwam al snel op nummer 1 te staan in de hardtunes Top 100.

## Discografie
| Single                    | Jaar | Bijzonderheden                                   |
| ------------------------- | ---- | ------------------------------------------------ |
| Hey motherfuckers         | 2001 |                                                  |
| Base Alert - Ojeeoink     | 2001 |                                                  |
| Masters Symphony          | 2001 |                                                  |
| Eardrumz                  | 2001 |                                                  |
| Hardcore Time             | 2001 |                                                  |
| Base Alert - Jellyneck    | 2002 |                                                  |
| Eargazm EP                | 2002 |                                                  |
| Back online               | 2003 |                                                  |
| Fuck what u heard         | 2003 |                                                  |
| Unleash the Beast         | 2004 | versus DJ Korsakoff                              |
| Base Alert - Zoo          | 2004 | Anthem Masters of Hardcore 2004                  |
| Electro shocking          | 2005 | met DJ D                                         |
| Life sentence for mankind | 2005 |                                                  |
| My Lifestyle              | 2006 |                                                  |
| Dominator                 | 2006 | remixed by Outblast & Angerfist                  |
| Face 2 Face               | 2007 | versus DJ Korsakoff                              |
| Never Surrender           | 2007 | versus DJ Korsakoff                              |
| Infinity                  | 2008 | Anthem Masters of Hardcore 2008                  |
| Pride & Pain              | 2009 | Free bootleg                                     |
| The Voice of Mayhem       | 2010 | versus Angerfist Anthem Masters of Hardcore 2010 |
| Delusion                  | 2010 | versus Angerfist                                 |
| Bassleader                | 2011 | Bassleader anthem                                |
| Die Hard                  | 2017 | versus Angerfist                                 |